# سیارک ۱۵۷۰۵
سیارک ۱۵۷۰۵ (به انگلیسی: 15705 Hautot، نامگذاری:1988AH5)۱۵۷۰۵مین سیارک کشف شده‌است که در ۱۴ ژانویه ۱۹۸۸ کشف شد.